# NK Mladost Ivanovec
NK Mladost je nogometni klub iz Ivanoveca. 
Trenutačno se natječe u 1. ŽNL Međimurskoj.